# Hachinohe
Hachinohe (八戸市, Hachinohe-shi) är en japansk stad på den norra delen av ön Honshu. Den är den näst största staden i prefekturen Aomori och har cirka 235 000 invånare. Staden är belägen vid kusten mot Stilla havet i den östra delen av prefekturen. Hachinohe fick stadsrättigheter 1 maj 1929 och har sedan 2001 status som speciell stad (japanska: 特例市?, Tokureishi) enligt lagen om lokalt självstyre.

## Kommunikationer
Hachinohe är en station på Tohoku Shinkansen mellan Tokyo och Shin-Aomori station i Aomori. Under åren 2002-2010 var Hachinohe ändstation för linjen.

## Externa länkar

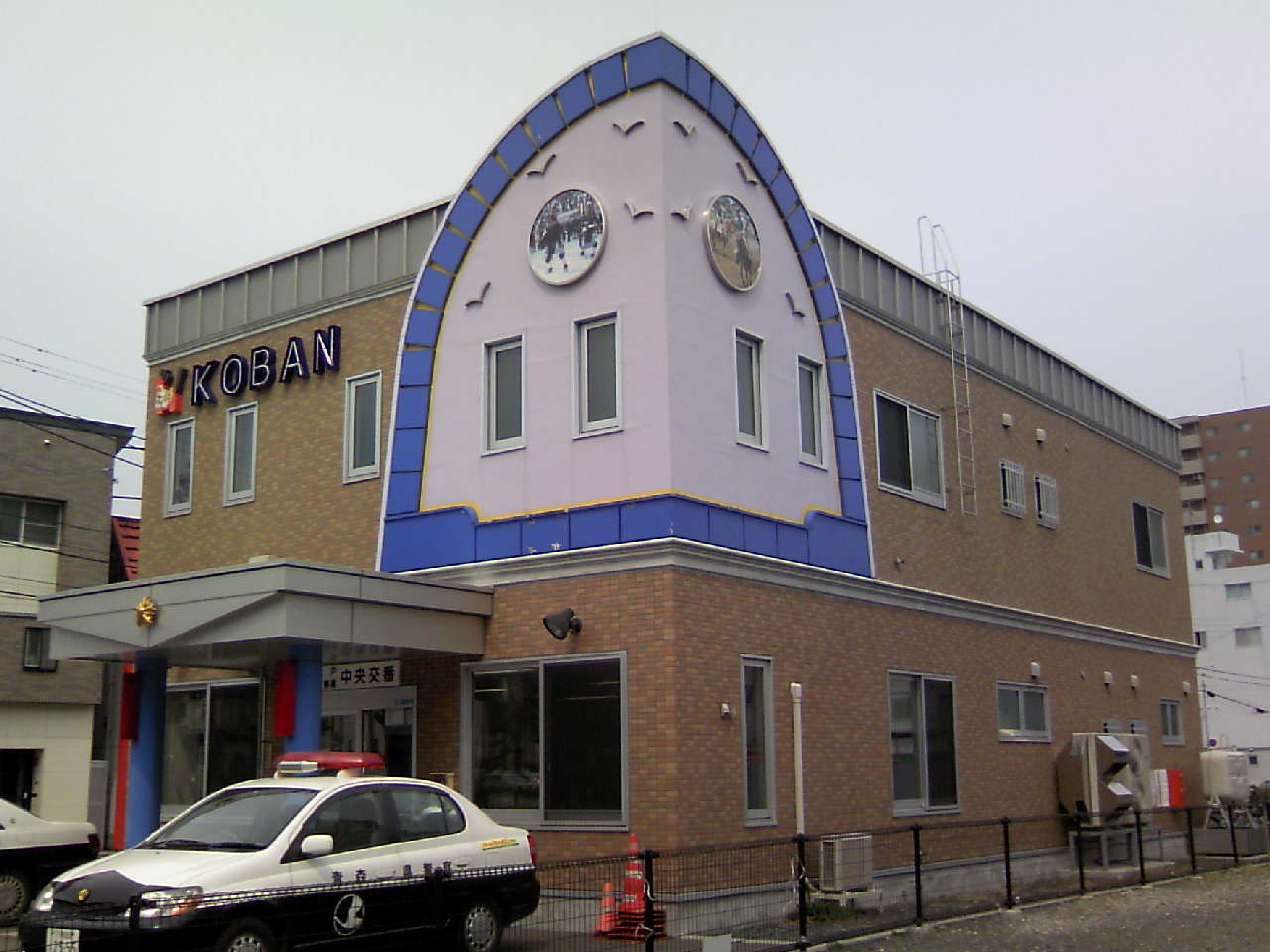
Polisstation i Hachinohe

## Borgmästare
- Kōjirō Akiyama, 16 november 1969–16 november 1989
- Nobuo Nakasato, 17 november 1989–16 november 2001
- Toshifumi Nakamura, 17 november 2001–16 november 2005
- Makoto Kobayashi, 17 november 2005–16 november 2021
- Yūichi Kumagai, 17 november 2021–

Denna lista hämtas från Wikidata. Informationen kan ändras där.